# Gloriet (České Budějovice)
Gloriet (též Čínský pavilon či parkánová bašta) je původně gotická věž vnější hradby městského opevnění Českých Budějovic (Jihočeský kraj), která byla v souvislosti se založením Biskupské zahrady přestavěna na rokokový gloriet.

## Hradební věž
Parkánová zeď, jíž byla bašta součástí, vznikala pravděpodobně ve 14.–15. století. Podle vedut ze 17. a 18. století šlo o nezastřešenou polygonální baštu, která byla dovnitř parkánu otevřená.

## Vznik Glorietu
Zahrada, k níž se Gloriet váže, začala vznikat pravděpodobně v roce 1769 s výstavbou Piaristické koleje. Rokoková úprava ale nastala až v letech 1797–1813 na podnět a náklady prvního českobudějovického biskupa Johanna Prokopa Schaaffgotscheho, který nechal Piaristickou kolej přestavět na vlastní rezidenci. Polygonální bašta byla přestavěna na rokokový (případně romantický) zahradní letohrádek – Gloriet, v němž se nacházela umělá jeskyně. Do patra, které uzavřela šindelem krytá mansardová střecha, stoupalo vnější zděné dvouramenné schodiště. Hladce omítaná průčelí byla v prvním patře osazena jednoduchými okny bez rámů. Vstupovalo se pouze ze zahrady, vchod od Slepého ramene byl proražen později.

## Novodobý stav

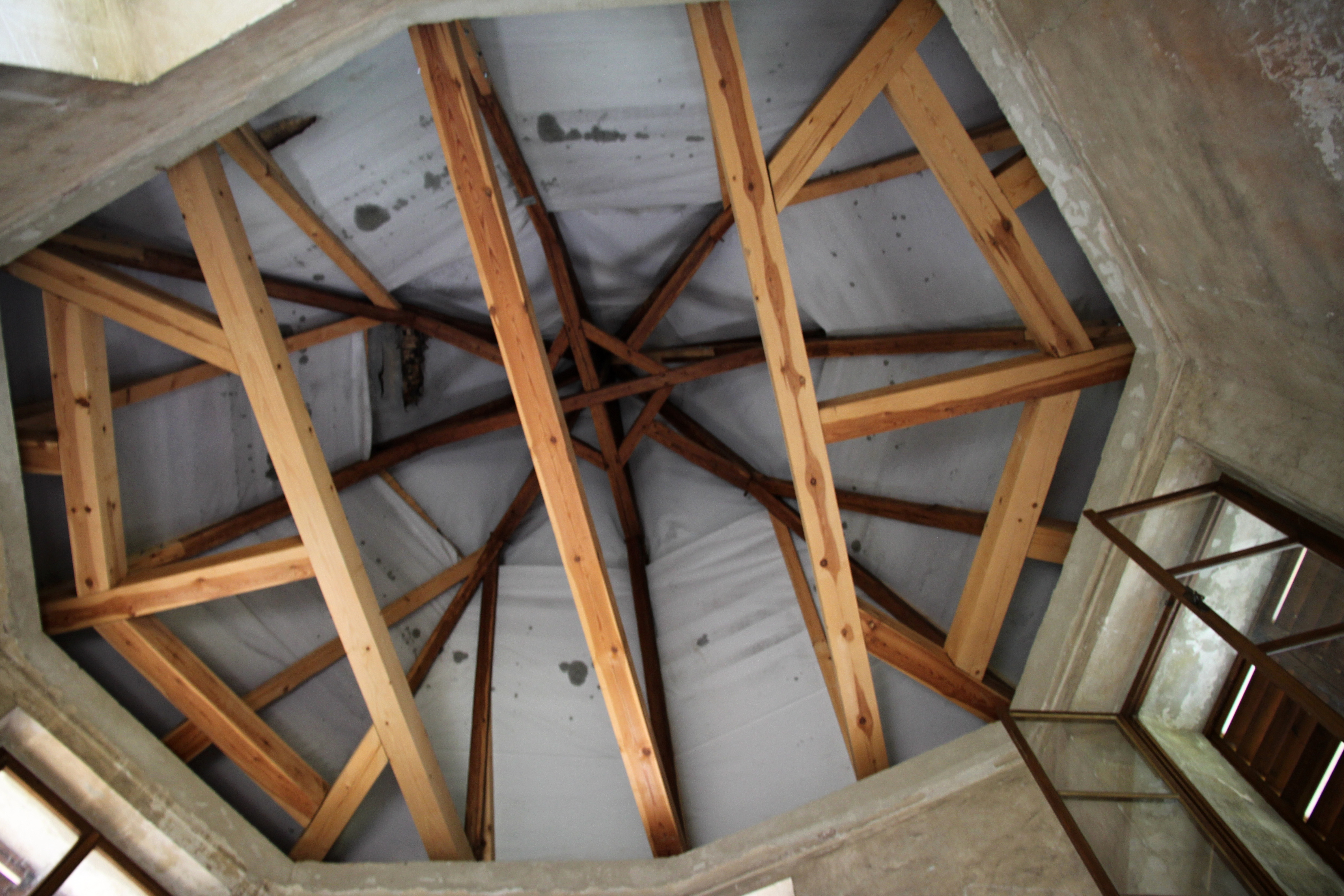
Krov Glorietu

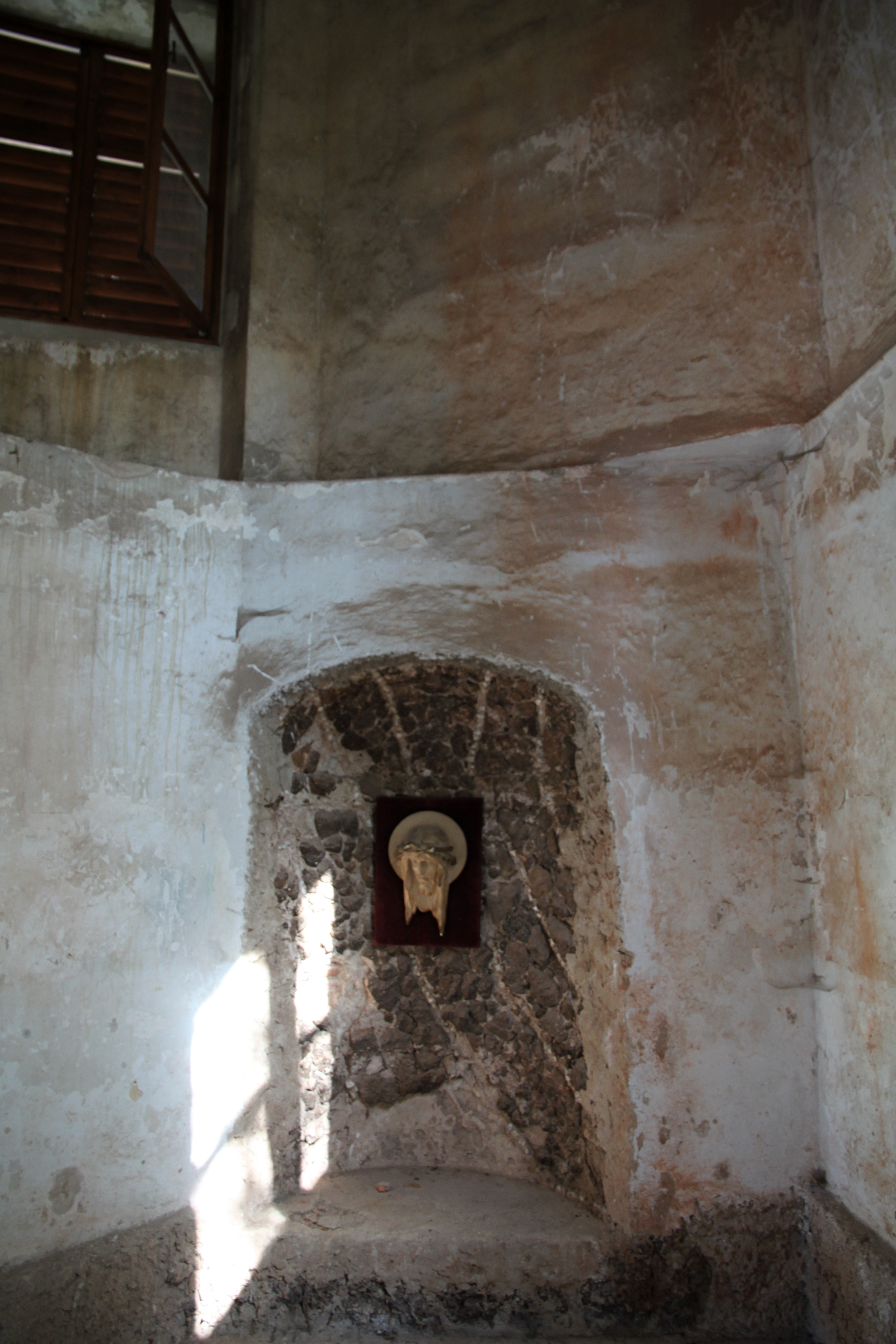
Nika v přízemí Glorietu

Po roce 1948 sloužil Gloriet jako vstup do Biskupské zahrady pro veřejnost. Původní (předrevoluční) evidenční list nemovité kulturní památky již o schodištích hovoří v minulém čase, strop popisuje jako snesený a uvádí existenci vstupu z nábřeží. Ještě po roce 2000 nesl Gloriet tabulku s otevírací dobou zahrady. Roku 2012 došlo k opravě parkánové zdi, v roce 2013 následovala rekonstrukce Glorietu.